# Želva (rimska vojska)
Želva je bila posebna formacija rimske vojske, kjer so se vojaki stisnili skupaj in pokrili s ščiti. Taka formacija je bila še posebej učinkovita proti napadom s puščicami in sulicami, saj so se le te odbile od ščitov in vojakov niso ranile.
Včasih so izpod ščitov molele tudi sulice, v primeru da so jih napadli konjeniki, ki so se ob napadu nasadili na sulice.